# 水澤深森
水沢深森（日语：みずさわ みもり；9月1日—）日本原畫家、插畫家。過去以『深森』為筆名擔任枕社廣報與美工，離開枕社後成為自由插畫家。

## 插畫
- 輝夜魔王式！，原作：月見草平
- Ex Sister，原作：三上康明
- 夏海紗音與不思議的世界

## 遊戲
- Supreme Candy，（一部分原畫）
- 夏色Straight!，（一部分原畫）
- 桃色大戰，（一部分人物設計）

## 外部連結
- cocotto （页面存档备份，存于）（個人網頁）